# Mooloolah-River-Nationalpark
Der Mooloolah-River-Nationalpark (engl.: Mooloolah River National Park) ist ein Nationalpark im Südosten des australischen Bundesstaates Queensland.

## Lage
Er liegt 84 Kilometer nördlich von Brisbane und 7 Kilometer südlich von Maroochydore.
Der Sunshine Motorway (S70) verläuft durch den Nordwestteil des Parks.
In der Nachbarschaft liegen die Nationalparks Eudlo Creek, Dularcha, Ferntree Creek und Mount Coolum.

## Landesnatur
Der Park umfasst Flussauen und sanft hügelige Ebenen am Unterlauf des Mooloolah River.

## Flora und Fauna
Küstenregenwald ist die vorherrschende Vegetationsform im Mooloolah-River-Nationalpark. Darüber hinaus ist im Park ökologisch wichtiges Wallumheideland geschützt. Auch findet man eine kleine Population der Emu-Bergkasuarinen (Allocasuarina emuina).
Langschwanz-Fruchttauben (Ptilinopus magnificus), Goldbauchschnäpper und Richmond Birdwing (Ornithoptera richmondia), eine Schmetterlingsart, findet man ebenfalls im Park.

## Einrichtungen und Zufahrt
Im Nationalpark ist Zelten nicht gestattet und es gibt keine angelegten Wanderwege oder anderen Einrichtungen. Im November 1999 wurde ein Managementplan für den Park veröffentlicht.
Der Nationalpark ist von Mooloolaba aus über den Sunshine Highway in zehn Minuten erreichbar.